# 카메룬 요리

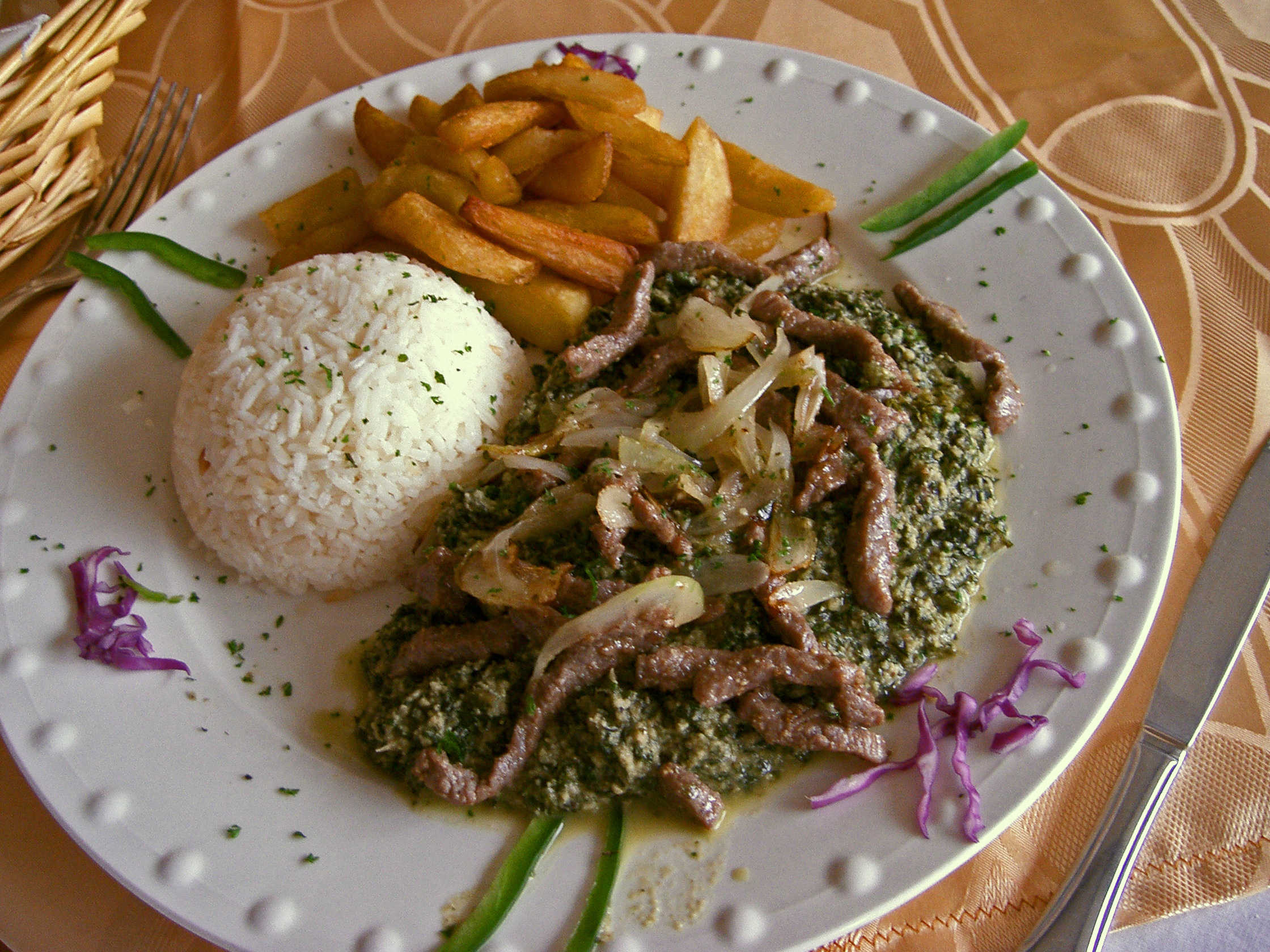
은돌레

카메룬 요리(Cameroon 料理, 프랑스어: cuisine camerounaise 퀴진 카므루네즈[*], 영어: Cameroonian cuisine 캐머루니언 퀴진[*])는 중앙아프리카에 있는 카메룬의 요리이다. 아프리카 대륙 내에서도 가장 다양한 요리로 여겨진다. 동서남북으로 여러 국가를 마주하고 있고 남쪽에는 바다를 끼고 있기 때문에 환경적 영향을 많이 받았다. 아프리카의 식민 지배 시기에는 프랑스 요리의 영향을 많이 받았다.
카사바, 얌, 쌀, 감자, 옥수수, 콩, 기장 등이 가장 흔한 재료이며 프랑스식 빵과 이탈리아식 파스타가 각광 받았다. 다만 값이 비싸서 소비자층은 그리 많지 않다.
카메룬은 전국토 대부분이 옥토여서 채소나 과일이 많이 나며 수입산 종도 많이 국내에 도입되어 성공했다. 토마토나 오크라 등도 흔하다.
단백질 공급원은 대개 생선이다. 육류가 지나치게 비싸기 때문에 특별한 경우에는 먹지 못한다. 열대 지방이다 보니 우리가 생각하는 동물 고기가 아니라 감비아 쥐나 침팬지, 고릴라 고기를 먹기도 한다.
가장 특이한 요리로는 바비큐한 케밥을 쇠고기나 염소고기로 함께 요리하는 꼬치류이다. 채소류와 고기를 한데 끓여서 푸른 빛이 띠는 수프를 만들어 먹는다. 이외에 새우나 돼지고기 껍찔, 땅콩류를 많이 주재료로 쓴다.
대도시에는 중국 요리나 인도 요리를 함께 합친 서양식 요리를 만들어 먹는다. 미국식 요리를 제공하는 버거바도 흔하다.

## 같이 보기
- 아프리카 요리